# Antônio van Diemen
Antônio van Diemen(pt-BR) ou António van Diemen(pt-PT?)1593  – 19 de abril de 1645) foi um governador colonial neerlandês.

## Vida
Nascido em Culemborg, nos Países Baixos, filho de Meeus Anthonisz van Diemen e Christina Hoevenaar. Em 1616, ele se mudou para Amsterdã, na esperança de melhorar sua fortuna como comerciante, no entanto ele não consegui e foi declarado falido. Depois de um ano, tornou-se empregado da Companhia Holandesa das Índias Orientais e navegou para Batavia, nas Índias Orientais Holandesas (atual cidade de Jacarta), capital das Índias Orientais Holandesas. Na viagem, o navio Mauricio acidentalmente navegou para a costa desconhecida da Austrália.
O governador Jan Pieterszoon Coen considerou van Diemen um funcionário talentoso e em 1626 ele foi diretor-geral de comércio e membro do Conselho das Índias. Em 1630, ele se casou com Maria van Aelst. Um ano depois, ele retornou aos Países Baixos como almirante do navio Deventer.
Van Diemen é lembrado por seus esforços na exploração da Grande Terra Austral (Austrália), resultando no que foi chamado de "as viagens holandesas finais e mais ambiciosas do século". A primeira viagem sob sua administração foi realizada três meses após sua chegada à Batávia, a partir do Cabo York, seus navios deveriam traçar as costas desconhecidas, mas o empreendimento terminou em fracasso, quando seu comandante foi morto por nativos na Nova Guiné e os navios retornaram. Em 1639, ele encomendou duas viagens ao norte, em busca das "Ilhas de Ouro e Prata" que os relatórios espanhóis colocavam no Pacífico Norte ao leste do Japão, e enviou Maarten Gerritsz Vries para explorar as costas da Coreia e da "Tartaria"; tais expedições também acabaram por ser infrutíferas.
Em novembro de 1642, indo para o leste das Maurícias na latitude 44 e perdendo a costa sul do continente australiano, Tasman avistou terras no que é hoje a costa oeste da ilha da Tasmânia e seguiu a costa ao longo da costa sul e leste. Acreditando que ele havia encontrado um grande território, Tasman chamou o novo local de Terra de Van Diemen em homenagem a seu patrocinador.

## Ligação externa
- Chisholm, Hugh, ed. (1911). «Diemen, Anthony van». Encyclopædia Britannica (em inglês) 11.ª ed. Encyclopædia Britannica, Inc. (atualmente em domínio público)